# Riksposten
Riksposten var en svensk dagstidning, som startades i Norrköping i maj 1934, men sedan utkom i Stockholm 1934-1935 och sedan flyttade till Göteborg där den lades ner i maj 1938. Tidningen var pressorgan för Nationalsocialistiska blocket. Tidningen började åter utkomma som tidskrift i mitten av 1941 i Helsingborg, med jur.dr Einar Heimer som redaktör.
Fullständig titel för tidningen var Riksposten / Organ för svensk folkgemenskap  senare med tillägg Nationalsocialistiska Blocket. Tidningen var organ för  partiet Nationalsocialistiska blocket.

## Redaktion
Redaktionsort  var under 23 maj - juni 1934 Norrköping, från juli 1934 till november 1935 Stockholm, och sedan Göteborg till tidningens nedläggning i maj 1938.
| Period                 | Ansvarig utgivare        | Titel           | Period                 | Redaktör            |
| 1934-05-16--1936-05-15 | Ekström, Martin Eugén    | översten        | 1934-05-23--1934-06-27 | Fahlmark, Gösta     |
|                        |                          |                 | 1934-07-04--1935-02-28 | Ingen uppgift       |
|                        |                          |                 | 1935-03-07--1935-08-22 | Möllman-Palmgren, H |
| 1936-05-16--1938-05-25 | Henriksson, Oscar Herman | handelsresanden | 1935-09-19--1935-11-14 | Ingen uppgift       |
|                        |                          |                 | 1935-11-28--1938-05-25 | Dahlqvist, Wilhelm  |

Tidningen klassades som dagstidning i Kungliga Biblioteket. Utgivningsfrekvens var 23 maj 1934 till juli 1935 en gång i veckan, sedan 2 gånger i månaden till december 1935 då den började utkomma varje vecka till 1937 då utgivningen blir oregelbunden 1-2 gånger i månaden.

## Tryckning
Tidningen trycktes bara i Svart, med antikva på ett format 51x36 cm stort. Tidningen hade 4-6 sidor och priset för tidningen var hela utgivningstiden 5 kronor. Tryckeri var från maj 1934 till november 1935 Klara civiltryckeriaktiebolag i Stockholm. Sedan till 1935 års slut Alfatryckeriet i Göteborg. Från 1937 trycktes tidningen på Örtenblad & Möller i Göteborg som i september 1937 ändrade namn till Örtenblads boktryckeri.
Bevarandet av tidningen är dåligt. 1936 saknas i Kungliga Biblioteket. Titeln fanns även åren 1941--1942, men är för dessa år tidskrift.